# Porine

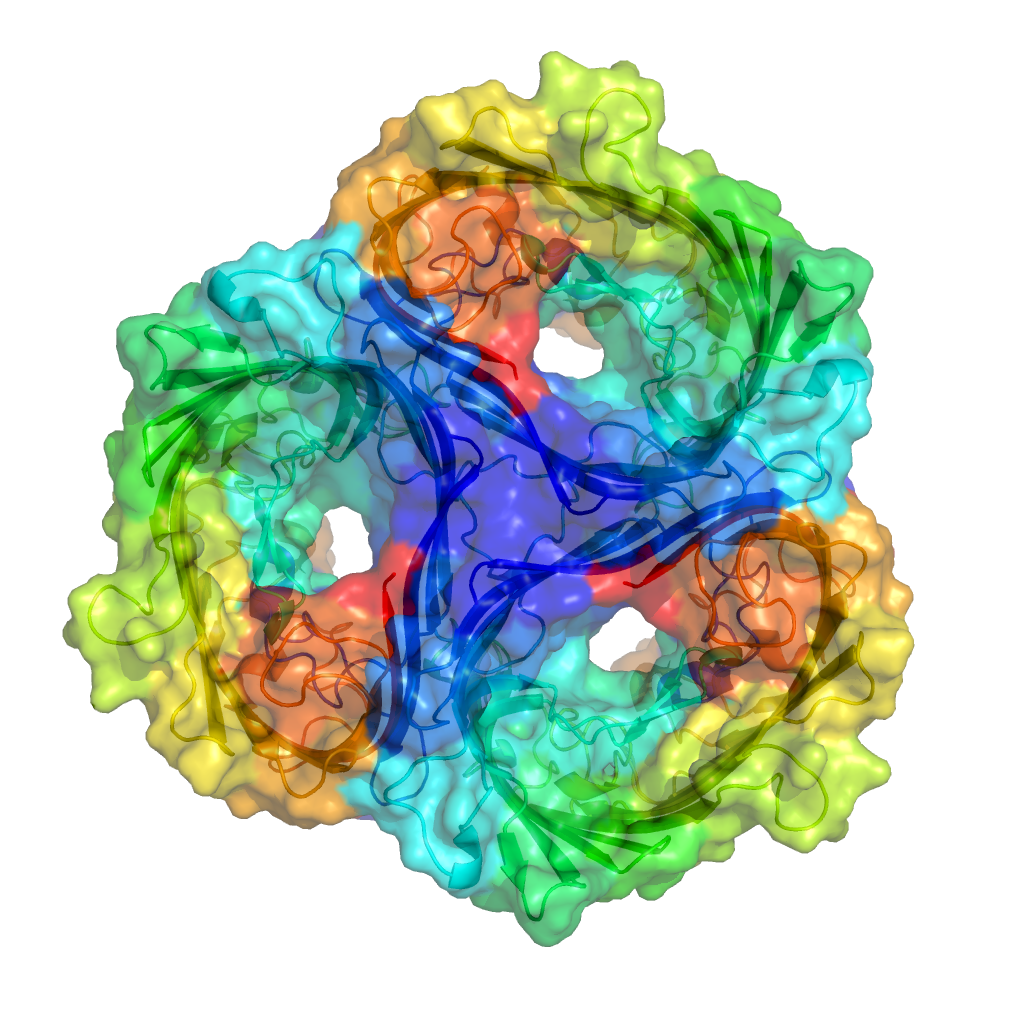
Een porine bestaande uit drie bèta-barrels met elk een porie van de gramnegatieve bacterie S. Typhimurium specifiek voor sacharose

Porines zijn transmembraaneiwitten die de gehele lipide dubbellaag van het buitenste membraan van bepaalde bacteriën en organellen overspannen. Ze vormen poriën waar moleculen doorheen kunnen diffunderen. Deze diffusie wordt ook wel passief transport genoemd. Anders dan bij actief transport, is er voor deze diffusie geen energie nodig. De poriën of kanalen zijn specifiek voor bepaalde moleculen.
Porines zijn oorspronkelijk gevonden in het buitenste membraan van gramnegatieve bacteriën, vervolgens bij sommige gramnegatieve actinomyceten, bij enkele grampositieve bacteriën, bij mitochondriën en chloroplasten van eukaryoten.

## Structuur
Porines zijn met water gevulde kanalen en poriën in de membranen van bacteriën en eukaryoten. Hoewel ze ionen kunnen transporteren, zijn het geen ionkanalen. Dit komt onder andere omdat de laatste in celmembranen zitten en niet in de buitenste membranen van bacteriën en organellen, zoals voor porines het geval is, en omdat hun eiwitstructuur anders is. 
Porines bestaan uit drie subeenheden, waarvan elke subeenheid uit een bèta-barrel bestaat. Elke bèta-barrel bestaat uit meerdere bèta-sheets die in een cilindrische structuur zijn gedraaid. In het buitenste membraan van een enkele E. coli-cel kunnen wel 105 van deze porines (ook wel Omps voor Outer membrane proteins) aanwezig zijn. De externe membranen kunnen dankzij de porines, met snelle diffusie, moleculen zoals monosachariden en disachariden, nucleosiden en aminozuren doorlaten. Het gaat in het algemeen om moleculen met een massa van 600 Da tot uitersten van 5000 Da.
De bèta-barrels vormen een van de twee soorten transmembraaneiwitten. De andere soort zijn de alfa-helixen, die zich voornamelijk in de binnenste membranen van bacteriën en in de organellen en het celmembraan van eukaryotische cellen bevinden.

## Functie
De porines, trimeren van bèta-barrels, zijn voornamelijk nodig voor het transport van hydrofiele moleculen met verschillende afmetingen en ladingen door het lipofiele ofwel hydrofobe membraan heen. Het gaat daarbij voornamelijk om het inwaartse transport van voedingsstoffen en substraten en het uitwaartse transport van toxines en afvalstoffen volgens de respectievelijke concentratiegradiënten zonder gebruik van ATP ofwel energie.
Er zijn twee soorten porines die verschillende stoffen doorlaten: algemene porines en selectieve porines. De meest voorkomende porines zijn algemene porines. Deze zijn niet specifiek voor een substraat, al kunnen ze lichte voorkeuren hebben voor anionen of cationen. Deze als ionkanalen dienstdoende porines zijn vaak spanningsafhankelijk en openen of sluiten zich als gevolg van verandering van membraanpotentiaal. Ze bevinden zich ook in mitochondriën, waar ze in het buitenste membraan zitten en het metabolisme van het organel en de cel regelen door moleculen als ATP en NADH te transporteren.
Selectieve porines zijn specifiek voor verschillende chemische soorten zoals de eerder genoemde sacchariden en nucleosiden. Deze selectieve porines hebben vaak een specifieke bindingsplaats en zijn afhankelijk van het gebruik van energie in de vorm van ATP.
Porines moeten niet verward worden met nucleoporinen, die deel uitmaken van grote eiwitcomplexen die de kernporiën vormen en die zich in het dubbele membraan van de celkern bevinden. 

## Rol
Porines van gramnegatieve bacteriën zijn verantwoordelijk voor het opwekken van reacties bij het aangeboren en het verworven immuunsysteem in het geval van besmetting van eukaryoten met deze bacteriën. Porines zijn ook in staat signaaltransductie te induceren in eukaryotische cellen. Gramnegatieve bacteriën kunnen resistentie tegen antibiotica opbouwen door het aantal porines in het buitenste membraan te verminderen of zelfs terug te brengen naar nul, waardoor de antibiotica het binnenste membraan en de cel niet meer kunnen bereiken en het effect ervan teniet wordt gedaan.